# Non smettere mai di cercarmi
Non smettere mai di cercarmi è un singolo della cantante italiana Noemi, pubblicato il 7 febbraio 2018 come terzo estratto dal sesto album in studio La luna.
Il brano ha preso parte al Festival di Sanremo 2018, classificandosi 14º nella serata conclusiva.

## Descrizione
Il brano è stato scritto da Noemi con Diego Calvetti, Massimiliano Pelan e Fabio De Martino. La cantante ha descritto la canzone come un seguito di Sono solo parole.

## Video musicale
Il video, reso disponibile nello stesso giorno, mostra la cantante seduta su un trono, inizialmente in primo piano e con il trascorrere del brano, l'inquadratura si allarga svelando ciò che la circonda, con riferimenti ricchi di metafore.

## Tracce
Testi e musiche di Massimiliano Pelan, Fabio De Martino, Diego Calvetti e Noemi.
1. Non smettere mai di cercarmi – 3:09

## Classifiche
| Classifica (2018) | Posizione massima |
| ----------------- | ----------------- |
| Italia            | 19                |